# 世界大戰 (廣播劇)
〈世界大戰〉（英語：The War of the Worlds）是美国系列广播剧《空中水星劇場》的一集，由哥伦比亚广播公司在1938年10月30日以萬聖節劇的形式播出。著名演员奥森·威尔士是它的主播。這部廣播劇由赫伯特·喬治·威爾斯的《世界大戰》改編而成。後來成為傳播學的經典案例。又名「火星人入侵地球」、「火星人入侵」等。

## 背景

### 威爾斯的演藝道路
該廣播劇的導演兼主演，是當年百老匯大街赫赫有名的年輕演員奧森·威爾斯。二十歲的年紀血氣方剛、輕狂不羈，威爾斯的叛逆與不妥協的精神使他的演藝生涯迅速騰飛：用現代日常服裝表演的《愷撒大帝》，黑人主演、以中美洲海地島為背景的莎士比亞劇《麥克佩斯》，不顧華盛頓政治壓力毅然上演的《搖籃就要搖起來》......出色的表現使得他立刻被嗅覺靈敏的哥倫比亞廣播公司（CBS）相中，被邀請在每週日晚上8點至9點進行廣播劇演出。

### 廣播競爭
儘管這檔節目沒有商業贊助（直到《世界大戰》播出一周之後才有坎貝爾鮮湯公司的資金支援），是CBS自己出資。但這樣盤算是很有頭腦的。因為當時該時段全美廣播公司播出一檔非常受歡迎的節目《蔡斯和桑伯恩》，其收聽率高達34.7%，並高踞廣播界榜首長達一年半。CBS這麼做顯然即使無奈之舉，也是小試新人以求突破。事實上，《空中水銀劇場》保守估計也有一百萬聽眾，而萬聖節前夜則會更多。

### 政治歷史背景
20世紀30年代，是美國的大蕭條時期。經濟的破敗和戰爭的陰影使得美國民眾已近驚弓之鳥。而廣播是人們接受資訊的主要來源之一。事實上，當時一些廣播節目也會因為局勢緊張而屢次插播緊急新聞。
1938年9月26日，羅斯福電告希特勒，請開一個與當時爭議相關的各國參與的會議。這個建議沒有多少政治效果，但是卻觸動了威爾斯的神經，設想將赫伯特·喬治·威爾斯的《世界大戰》改編為廣播劇劇本，並交給霍華德·科克負責。

### 劇本創作
有趣的是，這個造成恐慌的廣播劇差點沒能播出。因為到了播出前一周的週二為止，編劇霍華德·古奇仍沒有完成劇本的創作。他覺得要把威爾斯的小說用一種生動的方式表現出來十分之困難。一個突出的問題就是小說的背景為英格蘭；此外，它還是在以一種敘述的風格寫的。古奇回憶道：“我發現，除了作者的關於火星人的入侵的想法，對火星人外表和機器的描寫以外，原著對於我來說一點兒用也沒有。簡而言之，他們是要我在六天的時間裡賣弄原創一部長達一個小時的廣播劇啊。”
當時，古奇認為，根本不可能使得它能夠做到“讓每個美國聽眾感到有意思或者至少要比較可信。”古奇請求豪斯曼來讓他寫一部其他的劇本。如果當時有一個比較有意思的題材來替代它的話，這個請求可能很快就被批准了。
修改過的劇本在星期六的下午進行了又一次彩排，加上了聲音的效果，但是還是沒有讓演員上場。但是工作人員認為這部廣播劇還根本達不到他們做的中等節目的水準。
然而在當晚節目播出的時候，一切開始變得不一樣了。

## 情節
在整個故事開始前，有一段整體性的描述，大致說的是有比人類更加高級的但同樣無法避免死亡的生命，像人類觀察水滴中的透明生物一樣觀察著人類。隨後插播了一段天氣預報和CBS室內樂團的探戈。接下來，新聞簡報報導了天文學家觀察到火星異常天文現象的消息，穿插有間接的音樂和枯燥的科學訪談(訪談中的學者稱火星人為無稽之談)，以及真正的現場播音員卡爾·菲力浦斯和皮爾遜教授正在動身前往新澤西州格羅弗斯米爾鎮的消息。
突然間，節目插入了一條緊急新聞：“一個巨大的燃燒物體——居然是一個隕星——降落在了新澤西州格羅弗斯米爾鎮附近的農場裡，距離州首府只有22公里。”並立刻直播卡爾·菲力浦斯帶來的“現場報導”，背景混雜著燃燒的聲音、警笛聲，以及對目擊者的一個採訪。他們到了這個“隕石”的旁邊，針對它的聲音和特徵對皮爾遜教授進行了採訪。霎時間傳來了現場的驚歎聲，卡爾·菲力浦斯開始緊張地描述從那個“隕石”裡出來的生物的模樣：“老天爺，那黑影裡伸出了一條東西，它扭呀扭呀，像是灰色的蛇。又來一條，又來一條啦！大概是觸手吧？呐，我看見全身啦。像一個黑熊那麼大，渾身閃閃，像一張濕牛皮。可是那張臉啊……我無法形容。我簡直不敢看下去。一雙眼黑洞洞、亮晶晶的，好比毒蛇那樣。嘴是V字形的，嘴唇沒有邊緣，像在顫抖，唾沫就從哪裡滴下來……”
過了一會兒，卡爾·菲力浦斯又回來繼續描述現場的情況：“當地派了一隊員警去檢查那個東西，可是還沒走到跟前，那裡邊的火星人就向他們噴射大片火焰。”隨即而來一陣員警的呻吟叫喊，還有火星人奇異的尖叫聲。有個糧倉也爆炸起來，於是麥克風就沒有聲音了。CBS的播音員說因為發生了不可控制的情況，現在無法繼續播報現場情況了。
一小段時間後，另外一個播音員說他們剛剛接到現場的電話：“至少有40個人，包括6個軍人的屍體倒在格羅弗斯米爾鎮東邊的農場裡，完全無法辨認。”同時，本州駐特倫頓區民兵司令蒙哥馬利·史密斯準將代表州長發表公報：“默塞爾和米德爾塞克斯兩縣，西至普林斯頓，東至詹姆斯堡（都是真實的地名），全部進入緊急狀態了。”隨後是一小段關於無法獲得現場情況的報導。
不久，演播室與現場取得了聯繫，稱皮爾遜教授在現場附近的農場裡建立了觀察點，並將解釋整個情況。他說他也無法給出很權威的解釋，只有他自己的猜測。他猜測火星人使用的武器是“熱線武器”，就是在一個熱腔裡產生大量熱後用不知名的材料做成的鏡子向特定的目標發射——就像燈塔照射燈光一樣。
播音員又報導卡爾·菲力浦斯正躺在特倫頓醫院。來自華盛頓特區的美國紅十字會的消息稱，緊急醫療隊已經部署到了民兵部隊；來自地方員警的消息稱，現場已得到控制，但是當現場的民兵上尉又發現那個隕石旁邊出現了異常情況。於是播音員通報了當下的情況：“所有證據都表明這是火星人進攻地球的先頭部隊。”“這是現代戰爭中各國部隊遭受的最大的潰敗。”“新澤西州和賓夕法尼亞州東部全部進入緊急狀態。”內政部長發表講話，稱美國政府不應當隱瞞事情的嚴重性，但是希望大家各司其職，共禦外敵；美國政府也會部署力量，將這些強大的敵人限制在小範圍內。
播音員說，因為“熱線”現在新澤西中部已經無法收到任何資訊，恐怕普林斯頓的皮爾遜教授已經在剛才的戰鬥中犧牲。然後又報導了其它地方的一些火星人情況。接下來是一大段來自戰場的消息。
這時外星人的目標轉向紐約，所以播音員放出了CBS廣播電臺聽到的紐約市的撤離警報——紐約市正在疏散群眾，但火星人已開始使用毒氣發起攻擊，並稱這可能是最後一條廣播了。“我們的軍隊，陸軍、空軍，都被殲滅”，碼頭的船載滿了撤離的人正在駛離。播音員說現在紐約的街頭像新年前夜一樣擁擠，並且能夠看到敵人了。同時收到消息全國各地都看見了類似的隕石墜落。紐約混亂的情況播報最後在播報員吸入毒氣的咳嗽聲中中斷，在廣播電台同樣陷入沉默後，一名業餘無線電發出的訊息為一切畫上了句號：「2X2L呼叫紐約CQ；有任何人在線上嗎？已經沒有...任何人了嗎？」。
5分鐘後，播音員說出真相：“您現在收聽的是由CBS威爾斯主持的《空中水銀劇場》節目，剛才播送的是根據威爾斯《世界大戰》改編的廣播劇。在短暫的休息之後我們將繼續播出。”之後的演出恢復為一般廣播劇經由角色獨白進行的架構：大難不死的皮爾遜教授掙扎地穿越滿目瘡痍的美國(並在半路遇到一名影射法西斯主義者的瘋狂士兵)，最後在紐約發現入侵者已因地球的微生物全部死在自己的侵略機器裡。最後人們從這一災難中復原過來，皮爾遜也對這一切進行了總結。
本劇的最後一段內容是威爾斯的聲明，他向觀眾解釋這僅是一齣萬聖節特別節目，用意跟「披上床單從草叢跳出來大喊一聲」差不多─關於這個聲明的意義後世眾說紛紜，其中最為流行的說法是發現闖下大禍的CBS電台逼迫威爾斯臨時追加聲明以求免責。
在節目後，CBS也立刻澄清，證實節目是虛構的。CBS的四次宣告發生在：1、廣播開始時（此時大多數人並未開始收聽）；2、在進入休息時間之前；3、休息時間後；4、節目結束時。
在「亞當毀萬聖節」中，這部廣播劇其實在廣播劇的播出時毫無影響。只是報紙業為了對抗收音機製造出來的假新聞。

### 後續
普林斯頓大學廣播室研究所進行研究，將研究寫成《火星人進攻記》。研究方法有：1、個別訪談（Personal Interview）：受驚嚇的受訪者大多幾乎是訪員的個人主動和調查而受訪。2、調查（Surveys）：針對920個聽過這齣廣播劇的閱聽人進行調查。3、新聞數量和郵件（Newspaper Accounts and Mail）：12500則在廣播之後3周全國報紙的簡報。4、研究發現（The Findings）：受廣播驚嚇的人是「易受暗示」的，他們會未經查證就判斷資訊正確與否；但有些人不會隨便下結論，而是詳細檢查其聞，這些人被視為有「檢視能力」的。
結論：《火星人進攻記》的研究提醒了恐懼在傳播中的位置。